# 돌아온 방랑자
"돌아온 방랑자"는 1970년 공개된 대한민국의 영화이다.

## 배역
- 박노식
- 김희라
- 김윤정